# Emma Eckstein
Emma Eckstein (1865-1924) foi uma das primeiras pacientes de Sigmund Freud, antes de se tornar psicanalista.

## Biografia
Emma Eckstein veio de uma família  socialista proeminente e foi ativa no movimento  feminista de Viena. Aos 27 anos procurou Freud em busca de tratamento para alguns sintomas, tais como doenças estomacais e uma ligeira depressão relacionada à menstruação. Freud diagnosticou o caso como histeria, acreditando que ela se  masturbava em excesso, o que, na época, era considerado perigoso para a saúde mental.  Freud suspeitou, além disso, de um "reflexo de neurose nasal", uma condição popularizada por seu amigo e colaborador Wilhelm Fliess, que era otorrinolaringologista. Fliess tratava tais casos com uma cauterização no interior do nariz, sob anestesia local e cocaína como anestésico. Fliess revelou que este tratamento produzia resultados positivos, na medida em que seus pacientes tornavam-se menos deprimidos. Fliess conjecturou que se cauterização era temporariamente útil, talvez a cirurgia traria resultados permanentes. Ele chegou a operar pacientes diagnosticados com tais transtornos, incluindo Eckstein e até mesmo o próprio Freud.
Todavia, a cirurgia de Eckstein foi um desastre. Durante algum tempo ela sofreu de  infecções severas e de sangramento abundante. Freud contactou um especialista, seu velho amigo de escola Dr. Ignaz Rosannes, [1] que removeu uma massa de gaze cirúrgica que Fliess não havia retirado. As passagens nasais de Eckstein foram tão danificados que ela ficou permanentemente desfigurada. Freud inicialmente atribuiu este dano à cirurgia mas, depois, como uma tentativa de tranqüilizar o amigo para que não sentisse culpa, Freud reiterou sua crença que os sintomas nasais eram consequência da própria histeria.
Em 2010, ela aparece como personagem de uma novela de Joseph Skibell, intitulada "Um Romântico Curável" . 